# Quỳnh Anh
Pour l’article homonyme, voir Phạm Quỳnh Anh pour la chanteuse et actrice vietnamienne née en 1984.
Quỳnh Anh est une chanteuse belge d’origine vietnamienne née à Liège le 16 janvier 1987.

## Biographie
Quỳnh Anh est née à Liège de parents quant à eux nés au Viêt Nam. Son père s'installe en Belgique dans les années 1970 pour y réaliser des études de médecine et sa mère arrive sur le sol belge la décennie suivante comme réfugiée politique. Quỳnh Anh, qui signifie « beauté du rubis », passe son enfance à Mons. À dix ans, elle découvre la culture vietnamienne au travers des spectacles organisés par sa famille à l’occasion du Têt.
Alors âgée de treize ans, elle remporte en 2000 l’émission « Pour La Gloire » catégorie junior en interprétant un titre de Céline Dion, The Reason (en),, elle commence sa carrière musicale accompagnée du manager Bernard Carbonez qui la met en contact avec le producteur Pierre-Alain Simon. Elle signe avec lui un contrat en 2002 dans le label RAPAS, qui travaille avec Universal.
Par l'entremise de Pierre-Alain Simon, elle rencontre à Paris Marc Lavoine alors à la recherche d'une interprète dans le but d'enregistrer un duo,. Ils chantent ensemble le titre J’espère, qui est gravé sur l'album L'Heure d'été sorti le 23 mai 2005. Leur duo atteint la 12e place de l'ultratip belge. Ils défendent J’espère sur plusieurs plateaux télévisés et en parallèle, la jeune belge accompagne Marc Lavoine lors de sa tournée en Belgique, en France et en Suisse. Elle rejoint le chanteur entre autres sur Ne m'en veux pas de t'en vouloir qui prend la forme d'un duo sur scène. La galette Les Duos de Marc comprend également J’espère.
Composé par Marc Lavoine et Jean François Berger et écrit par Lavoine et le duo de rappeurs 2 Doigts, elle pose sa voix en 2005 avec l'équipe de France de football sur le single La France est plus forte avec toi de C.C.L.D. c'est-à-dire Collectif contre la discrimination. Marc Lavoine lui écrit quelques titres qui ne sont pas publiés, hormis Bonjour Vietnam co-écrit avec Yvan Coriat, diffusé malencontreusement sur le Net,,. Ce qui n'est qu’une démo provoque dès le Têt 2006 un énorme « buzz » auprès des Vietnamiens de la diaspora et du pays,. Désirant terminer ses études en langues et littératures françaises et romanes à l'Université libre de Bruxelles, Quỳnh Anh alterne scolarité et voyages lointains. Traduite en anglais, Hello Vietnam a plusieurs millions de vues sur YouTube et rencontre le succès au Viêt Nam. À ce propos, le journaliste Jean-François Lauwens déclare que « le régime communiste de Hanoi a récupéré la chanson à des fins de propagande ». Hello Vietnam est édité en 2007 par Decca Records, filiale d'Universal Music Group. La jeune chanteuse découvre d'ailleurs le Viêt Nam en 2008 grâce à cette chanson.
L'interprète s'intéresse à l'écriture et à la composition. Elle rencontre plusieurs paroliers et compositeurs dont Guy Balbaert, Valérie Vega, Cristal G., Daniel Lavoie, Guillaume Jouan et Karin Clercq. De ces collaborations sont nées plusieurs chansons et ses premières créations personnelles. 
En mai 2008, Quỳnh Anh se produit dans l'émission Paris by Night 92 avec le titre Bonjour Vietnam. Fin 2009, elle se produit dans l'émission Paris By Night 98 (en) avec le titre inédit I Say Gold. Elle est diplômée de l'ULB en 2011 et défend une thèse en 2013. Elle apprend la guitare et rejoint le « Centre d'Expression et de Créativité » IStudio, ASBL bruxelloise fondée en 1979,.
Il est annoncé le 16 décembre 2015 que Quỳnh Anh prépare un premier EP 5 titres prévu pour le 31 décembre 2015, avec comme parolier l'écrivain Gérald Berche-Ngô.

## Discographie

### Albums
- Bonjour Vietnam

### Singles
- 2005: J'espère (duo with Marc Lavoine)
- 2006: Bonjour Vietnam
- 2008: Hello Vietnam
- 2010: I Say Gold